# Шатров, Игорь Владимирович
Игорь Владимирович Шатро́в (20 февраля 1918 — 25 июля 1991) — советский кинооператор, режиссёр и сценарист, педагог. Заслуженный деятель искусств РСФСР (1967). Член КПСС с 1952 года.

## Биография
Игорь Владимирович Шатров родился 20 февраля 1918 года в Киеве.
В 1947 году Игорь Владимирович окончил операторский факультет ВГИКа (мастерская А. Д. Головни). В качестве оператора, а затем режиссёра работал на киностудии им. М. Горького, а также на ТО «Экран».
С 1965 года преподавал во ВГИКе. С 1971 года — доцент кафедры операторского мастерства.
Ушёл из жизни 25 июля 1991 года. Похоронен на Ваганьковском кладбище рядом с тётей — актрисой ГАМТ Е. М. Шатровой.

## Творчество

### Кинооператор
- 1954 — Море студёное
- 1956 — Они были первыми
- 1957 — Екатерина Воронина
- 1958 — Добровольцы
- 1958 — Новые похождения Кота в сапогах
- 1960 — Враги
- 1960 — Простая история
- 1961 — Командировка
- 1963 — Синяя тетрадь
- 1963 — Если ты прав…
- 1964 — Какое оно, море?

### Кинорежиссёр
- 1967 — Всадник над городом
- 1968 — Мужской разговор
- 1971 — Минута молчания
- 1974 — Закрытие сезона
- 1975 — Ералаш — выпуск № 4, сюжет "Однажды..."
- 1976 — Ералаш — выпуск № 8, сюжет "Однажды..."
- 1977 — И это всё о нём
- 1983 — Взятка. Из блокнота журналиста В. Цветкова
- 1987 — Пощёчина, которой не было

### Сценарист
- 1974 — Закрытие сезона
- 1975 — Ералаш — выпуск № 4, сюжет "Однажды..."
- 1976 — Ералаш — выпуск № 8, сюжет "Однажды..."

## Признание и награды
- Заслуженный деятель искусств РСФСР (1967)
- Государственная премия РСФСР имени братьев Васильевых (1973) — за фильм «Минута молчания» (1971)
- Премия Ленинского комсомола (1978) — за фильм «И это всё о нём» (1977)